# دجينيه
دجينيه داكونام أورتيغا (بالفرنسية: Djené Dakonam Ortega)‏ (مواليد 31 ديسمبر 1991) هو لاعب كرة قدم توغولي يلعب في مركز قلب الدفاع في نادي خيتافي.